# Georg Josef Bernhard Schäfer
Georg Josef Bernhard Schäfer (* 20. August 1855 in Karlstadt; † 26. November 1912 in München) war ein deutscher Maler.

## Leben
Schäfer wurde 1855 in Karlstadt am Main als Sohn eines Ökonomen geboren. Er begann früh mit dem Zeichnen und beschloss schon vor Beendigung der Volksschule Maler zu werden. Im Jahr 1871 zog er nach München und besuchte die Königliche Kunstgewerbeschule. Zwei Jahre später wechselte er an die Polytechnische Schule, wo er ein Staatsexamen in Zeichnen und Modellieren ablegte.
Im Jahr 1875 wurde er in die Antikenklasse an der Königlichen Kunstakademie München aufgenommen und studierte christliche Kunst bei Andreas Müller. Ein Jahr später nahm er eine Lehrtätigkeit an der Königlichen Bauschule auf und wurde 1906 zum Professor berufen.

## Werk
Schäfer wirkte vor allem als Historien- und Kirchenmaler. Eines seiner bekanntesten Werke ist die Übermalung dreier barocker Deckengemälde der Kirche St. Kilian in Bad Heilbrunn im Jahr 1882. Außerdem gestaltete der Fresken und Altarbilder in Zagreb, Bad Brückenau, Bad Königshofen im Grabfeld, Neustadt, Weilbach, Aurach und Pullach. Darüber hinaus war er als Genre- und Porträtmaler tätig.